# 대한민국 형법 제3조
대한민국 형법 제3조는 내국인의 국외범에 대한 형법총론의 조문이다. 형법 제2조의 속지주의를 보충하는 속인주의 원칙을 선언하고 있다. 

## 조문
제3조(내국인의 국외범) 본법은 대한민국영역외에서 죄를 범한 내국인에게 적용한다.

第3條(內國人의 國外犯) 本法은 大韓民國領域外에서 罪를 犯한 內國人에게 適用한다.

## 비교 조문
일본형법 제3조(국민의 국외범) 이 법률은 일본국외에서 다음에 정한 죄를 범한 일본국민에게 적용한다.

## 해설
내국인은 범행 당시에 대한민국의 국적을 가진자, 북한주민을 말한다.

## 사례
- 필리핀에서 카지노의 외국인 출입이 허용되어 있다 하여도 한국인이 필리핀에서 도박을 하면 한국형법의 도박죄로 처벌받을 수 있다.
- 중국 상하이에 있는 골프장에서 전동 카트를 몰다 실수로 그만 다른 한국인 50대 여성 B씨를 들이 받은 경우 교통사고처리특례법 위반혐의로 처벌받을 수 있다.[1]
- 대마초가 합법인 네델란드에 대마초를 피운 회사원이나 캐나다에서 유학 자금을 마련하기 위해 포르노 영화에 출연하였다가 발각된 여강사는 국내법에 저촉되는 행위하여 처벌될 수 있다.[2].

## 판례
대한민국 영역 외에서 안마업을 하려는 사람에게까지 시 도지사의 자격인정 을 받아야 할 의무가 있다고 보기는 어렵다. 따라서 내국인이 대한민국 영역 외에서 안마업을 하는 경우에는 위와 같은 의무위반을 처벌하는 의료법 제88조 제3호 의 구성요건 해당성이 없다

## 참고문헌
- 고봉진. (2019). 형법 제3조(내국인의 국외범) 해석론. 서울법학, 27(1), 79-100.
- 류동훈. (2018). 형법 제3조(속인주의) 문제의 본질과 법익론적 해결안. 형사법연구, 30(3), 3-29.
- 김태수. (2012). 형법 제3조의 문제점과 해결방안. 형사법연구, 24(1), 3-24.
- 전지연. (2009). 형법 제3조의 적극적 속인주의의 문제점과 해결방안. 법학연구, 19(2), 107-129.
- 김성규. (2007). 적극적 속인주의에 관한 형법 제3조의 문제점과 그 해결방안. 비교형사법연구, 9(1), 1-24.

## 같이 보기
- 속인주의